# Zermezeele
Zermezeele (niederländisch Zermezele, Aussprache [zɛʁməzɛl]) ist eine französische Gemeinde mit 245 Einwohnern (Stand 1. Januar 2022) im Département Nord in der Region Hauts-de-France. Sie gehört zum Arrondissement Dunkerque und zum Gemeindeverband Cœur de Flandre Agglo. In Zermezeele wird auch Westflämisch gesprochen. Die Bewohner werden Zermezeelois und Zermezeeloises genannt.

## Geografie

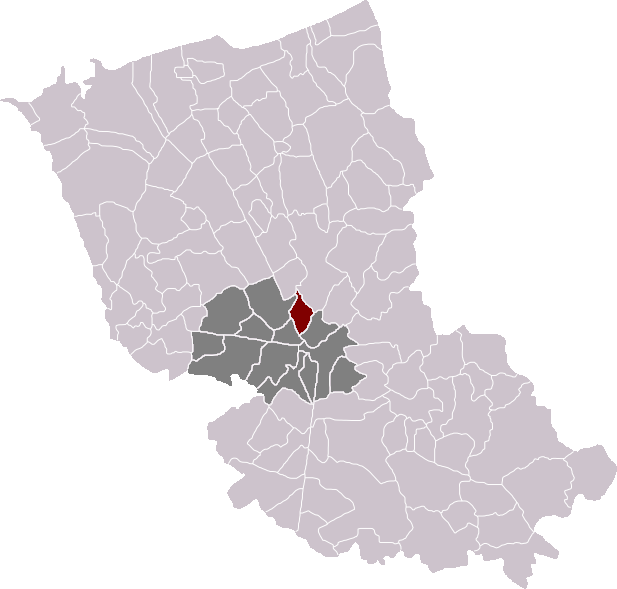
Lage von Zermezeele im Arrondissement Dunkerque

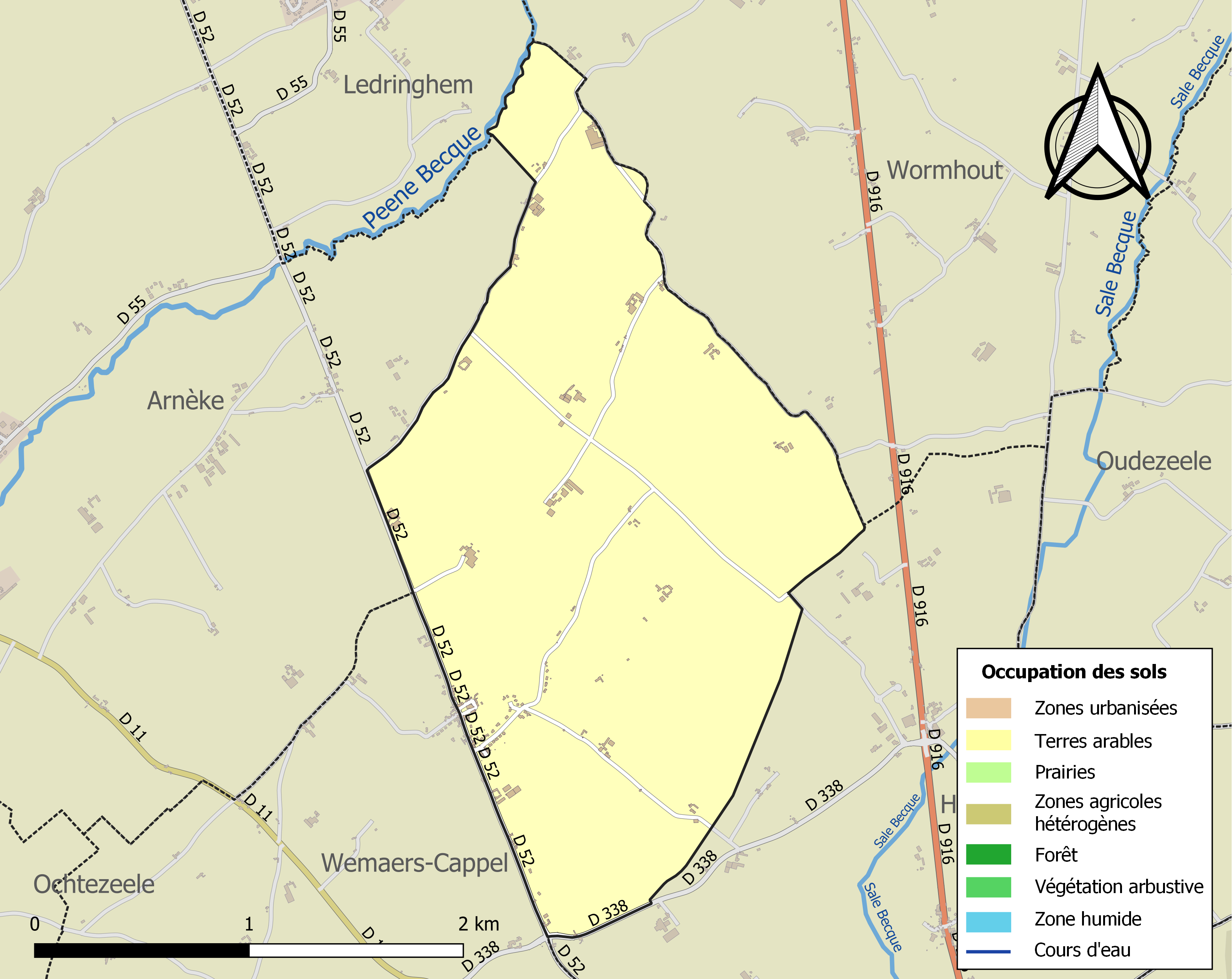
Bodennutzung, Hydrografie und Infrastruktur der Gemeinde (2018)

Zermezeele liegt in Französisch-Flandern, etwa 24 Kilometer südsüdöstlich von Dünkirchen und etwa 49 Kilometer nordwestlich von Lille am nordwestlichen Rand der Hügelkette Monts de Flandre in der Région naturelle Houtland. Neben dem geschlossenen Siedlungsbild des Kernortes liegen im Gemeindegebiet von Zermezeele zahlreiche verstreute Einzelhöfe. Charakteristisch für Zermezeele und Umgebung ist die intensive Landwirtschaft und das völlige Fehlen von Waldgebieten. Das Gebiet der Gemeinde wird von der Zermezeele Becque, einem Zufluss der Peene Becque durchflossen, die es auf einem kurzen Abschnitt im Nordwesten begrenzt. Das Zentrum liegt auf einer Höhe von etwa 35 m. Das Gemeindegebiet ist überwiegend flach, fällt im Norden auf 14 m Höhe ab, steigt jedoch im Süden auf über 54 m an.
Nahezu die gesamte Fläche der Gemeinde wird landwirtschaftlich genutzt (Stand: 2018).
Nachbargemeinden von Zermezeele sind Wormhout im Nordosten, Hardifort im Osten, Wemaers-Cappel im Süden, Arnèke im Westen sowie Ledringhem im Nordwesten. Eine Besonderheit der Gemeinde ist die Lage des Bürgermeisteramts, das sich auf dem Gebiet der Nachbargemeinde Wemaers-Cappel befindet.

## Etymologie und Geschichte
Der Name der Gemeinde leitet sich aus den germanischen Harminga sali „Haus mit einem Raum der Leute von Harmo“ ab. Namensformen waren in der Folge „Sarmigsela“ (1187), „Harmingesele“ (um 1190 und um 1215). In einem Manuskript über die Schlacht von Cassel tauchte der Ort Zermezeele 1330 als Serminseles auf. Spätere Schreibweisen waren Sarmezelles und Sermezele. Die Kapelle Notre-Dame-des-Sept-Douleurs (Unserer Lieben Frau der Sieben Schmerzen) nördlich des Dorfes stammt aus dem 18. Jahrhundert, die Dorfkirche Saint-Omer aus dem 13. Jahrhundert (Umbauten im 18. Jahrhundert).

### Bevölkerungsentwicklung
| Jahr      | 1962 | 1968 | 1975 | 1982 | 1990 | 1999 | 2006 | 2013 | 2022 |
| --------- | ---- | ---- | ---- | ---- | ---- | ---- | ---- | ---- | ---- |
| Einwohner | 196  | 161  | 137  | 167  | 178  | 191  | 191  | 193  | 245  |

Im Jahr 1831 wurde mit 437 Bewohnern die bisher höchste Einwohnerzahl ermittelt. Die Zahlen basieren auf den Daten von cassini.ehess und INSEE.

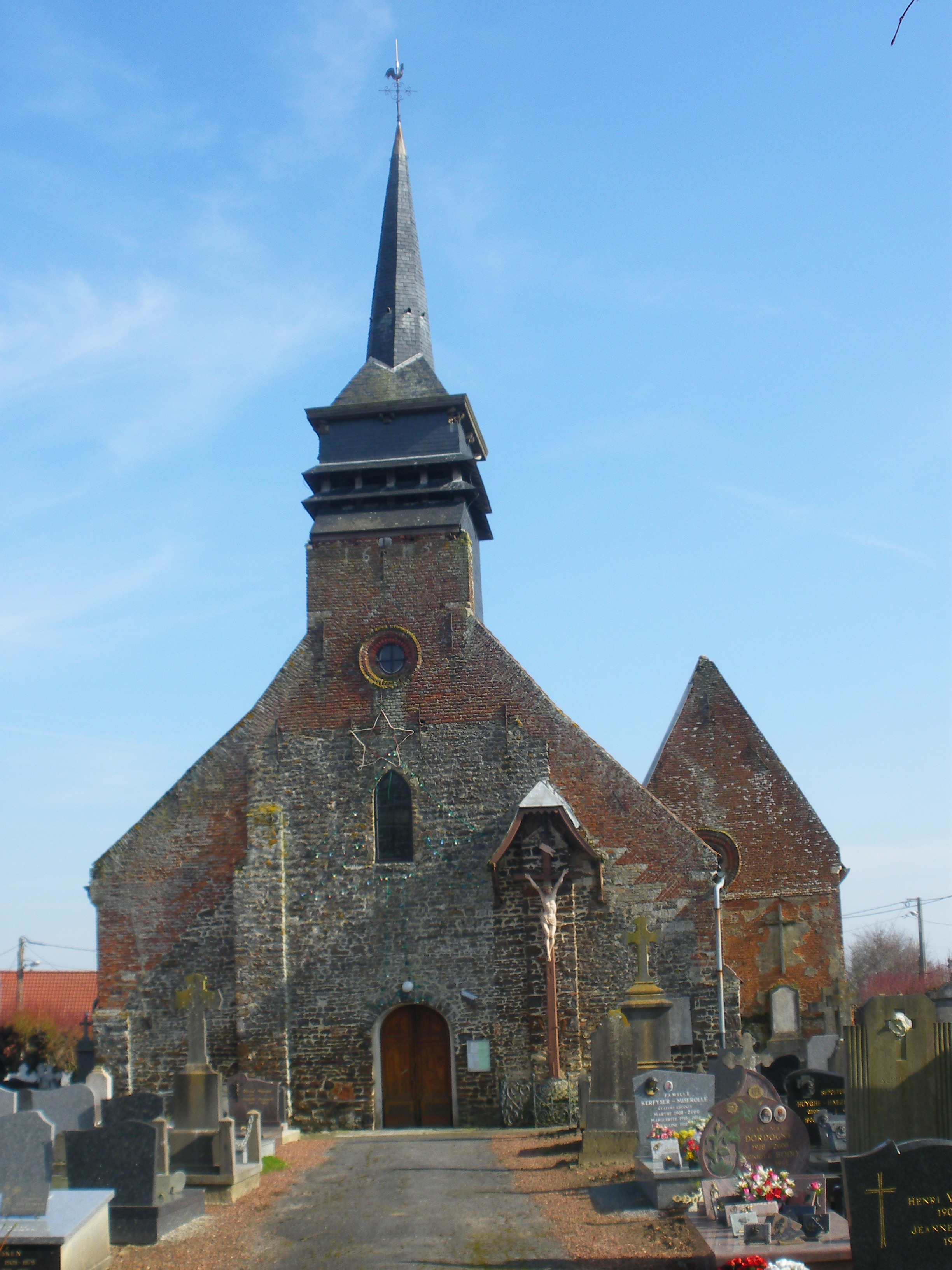
Kirche Saint-Omer

## Sehenswürdigkeiten
- Die Kirche Saint-Omer (St. Audomar) birgt zahlreiche Ausstattungsgegenstände, die in der Base Palissy gelistet sind, darunter eine große Anzahl, die als Monument historique der beweglichen Objekte klassifiziert sind.
- Kapelle Notre-Dame-des-Sept-Douleurs (Unserer Lieben Frau der Sieben Schmerzen)
- fünf Oratorien, über die Gemeinde verstreut
- Blockhaus aus dem Jahr 1939

## Wirtschaft und Infrastruktur
Die Landwirtschaft spielt die Hauptrolle in Zermezeele. Es gibt 13 landwirtschaftliche Betriebe in der Gemeinde (Getreideanbau, Viehzucht), daneben einige kleine Handwerks- und Dienstleistungsunternehmen.
Zermezeele liegt etwas abseits der überregionalen Verkehrsströme. Die nachgeordnete Departementsstraße D 52 folgt auf der südwestlichen Gemeindegrenze der Trasse einer ehemaligen Römerstraße von Cassel nach Richtung Dünkirchen. Lokale Landstraßen verbinden das Zentrum mit den Weilern der Gemeinde und den Nachbargemeinden.

## Belege
1. ↑  Répartition des superficies en 15 postes d’occupation des sols (métropole). CORINE Land Cover, 2018, abgerufen am 17. Mai 2024 (französisch).
2. ↑  Maurits Gysseling: Toponymisch Woordenboek van België, Nederland, Luxemburg, Noord-Frankrijk en West-Duitsland (vóór 1226). Koninklijke Academie voor Nederlandse Taal en Letteren (KANTL), 1960, S. 1101, abgerufen am 17. Mai 2024 (niederländisch).
3. ↑  Zermezeele. fr.geneawiki.com (französisch). Alte französische oder romanisierte Namen in Französisch-Flandern. (Memento vom 5. Februar 2015 im Internet Archive) (deutsch)
4. ↑  Zermezeele auf cassini.ehess
5. ↑  Zermezeele. INSEE
6. ↑  Landwirtschaftsbetriebe in Zermezeele (französisch)